# الغواصة الألمانية يو-1170
الغواصات الألمانية يو-1170 غواصة الفئة السابعة خدمت فيألمانيا النازية لبحريتها كريغسمرين خلال الحرب العالمية الثانية.
تم طلبها في 2 أبريل 1942، وتم وضعها في 30 أبريل 1943، وصنعتها شركة فيرفت دانزيغ في الساحة رقم 142. تم إطلاقها في 14 أكتوبر 1943، وتم تفويضها في 1 مارس 1944. 

## سجل الخدمة
يوم 2 مايو 1945، أغراق الغواصة قبالة ترافيموند في . تم كسر حطامها في وقت لاحق. 